# Campoplex erythrurus
Campoplex erythrurus är en stekelart som beskrevs av Maximilian Spinola 1851. Campoplex erythrurus ingår i släktet Campoplex och familjen brokparasitsteklar. Inga underarter finns listade.